# Ducado de Curlandia y Semigalia
El Ducado de Curlandia y Semigalia (en latín: Ducatus Curlandiæ et Semigalliæ; en polaco: Księstwo Kurlandii i Semigalii; en alemán: Herzogtum Kurland und Semgallen; en letón: Kurzemes un Zemgales hercogiste) es el nombre de un ducado en la región del Báltico que existió entre 1562 y 1569 como Estado vasallo del Gran Ducado de Lituania y, entre 1569 y 1726, de la República de las Dos Naciones, año en el que el Sejm lo incorporó a esta última. Finalmente el Imperio ruso se lo anexionó el 28 de marzo de 1795, durante la tercera partición de Polonia.
Este nombre también se le dio a un Estado que existió brevemente durante la Primera Guerra Mundial, entre el 8 de marzo y el 22 de septiembre de 1918. No obstante, los planes para que llegase a formar parte del Ducado Unido del Báltico, sometido al Imperio alemán, se vieron frustrados cuando Alemania se retiró de la zona tras la contienda. La región pasó a formar parte de Letonia al final de la guerra. La parte de Letonia entre la ribera occidental del río Daugava y el mar Báltico se convirtió en el Ducado de Curlandia y Semigalia, nominalmente Estado vasallo del rey de Polonia.

## Fundación del ducado
En 1562, durante las Guerras Livonas, se desmembró la Confederación Livona y los Hermanos Livonios de la Espada, una orden de caballeros alemanes, fue disuelta. Según el Pacto de Vilna, la parte sur de Estonia y la norte de Letonia fueron cedidas al Gran Ducado de Lituania y se unieron en el Ducatus Ultradunensis  (Pārdaugavas hercogiste).
Gotthard Kettler, último maestre de la Orden de Livonia, fue el primer duque de Curlandia. Otros miembros de la Orden se convirtieron en nobles del territorio, y los feudos que anteriormente poseían pasaron a ser sus tierras. En total, Kettler recibió casi un tercio de la extensión del nuevo ducado. Se designó a Mitau (Jelgava) como capital; una Dieta debía reunirse allí dos veces por año.
Varias partes de Curlandia no pertenecían al ducado. La Orden de Livonia ya había prestado el distrito de Grobina (en la costa del Mar Báltico) al duque de Prusia. Otro distrito, el obispado de Pilten, también llamado Obispado de Curlandia (a orillas del río Venta en el oeste de Curlandia), pertenecía a Magnus de Holstein, hijo del rey de Dinamarca. Había prometido transferirlo al duque de Curlandia a su muerte, pero su plan fracasó y solo más adelante logró Guillermo Kettler recuperar la región.
Al igual que otros miembros de la orden, Kettler era alemán y se propuso crear un ducado con una legislación similar a la de otros Estados alemanes. En 1570 emitió el Privilegnum Gotthardinum, que permitía a los terratenientes ligar a sus tierras a los campesinos.

## División temporal del ducado
Cuando Gotthard Kettler murió en 1587, sus hijos Federico y Guillermo se convirtieron en los duques de Curlandia; dividieron el ducado en dos partes en 1596. Federico controlaba la parte oriental, Semigalia (Zemgale), y tenía su residencia en Jelgava (Mitau). Guillermo era dueño de la parte occidental, Curlandia (Kurzeme), y residía en Kuldīga (Goldingen). Guillermo recuperó el distrito de Grobina cuando se casó con la hija del duque de Prusia. También compró y retomó el control del distrito de Piltene, pero finalmente este cayó en manos de la República de las Dos Naciones. Allí fomentó la industria metalúrgica y los astilleros; las nuevas embarcaciones llevaban los bienes de Curlandia a otros países.
Sin embargo, las relaciones entre el duque y los terratenientes eran muy tensas. Además, la República de las Dos Naciones, de la que dependía como feudo el Ducado de Curlandia, apoyaba a estos últimos. Guillermo expresó su decepción con sus vasallos, pero esto no evitó que el enfrentamiento con estos acabase en que fuese despojado de su título en 1616. Finalmente, Guillermo dejó Curlandia y pasó el resto de su vida en el extranjero. A partir de esa fecha, Federico se convirtió en el único duque del señorío.

## Reunificación y guerra sueco-polaca
Entre 1600 y 1629, la República de las Dos Naciones y Suecia se enfrentaron en una guerra cuyos principales choques tuvieron lugar alrededor de Riga. Como resultado de esta contienda, Suecia dominó la parte septentrional y central de Letonia, que pasó a denominarse «Livonia sueca». Polonia-Lituania retuvo el control de la parte oriental del Ducado de Livonia, llamada a partir de entonces Voivodato de Inflanty en polaco. Curlandia también se vio envuelta en las hostilidades, aunque no sufrió daños significativos.

### Apogeo
Bajo el siguiente duque, Jacobo Kettler, el ducado alcanzó el máximo nivel de prosperidad. Durante sus viajes por la Europa Occidental, Jacobo adoptó las ideas mercantilistas. La metalurgia y los astilleros se desarrollaron mucho y se fundaron fábricas de pólvora. Se establecieron relaciones comerciales no solo con los países vecinos, sino también con Gran Bretaña, Francia, los Países Bajos y Portugal. Jacobo creó la marina mercante del Ducado de Curlandia, que tenía sus principales puertos en Ventspils y Libau.

## Colonización

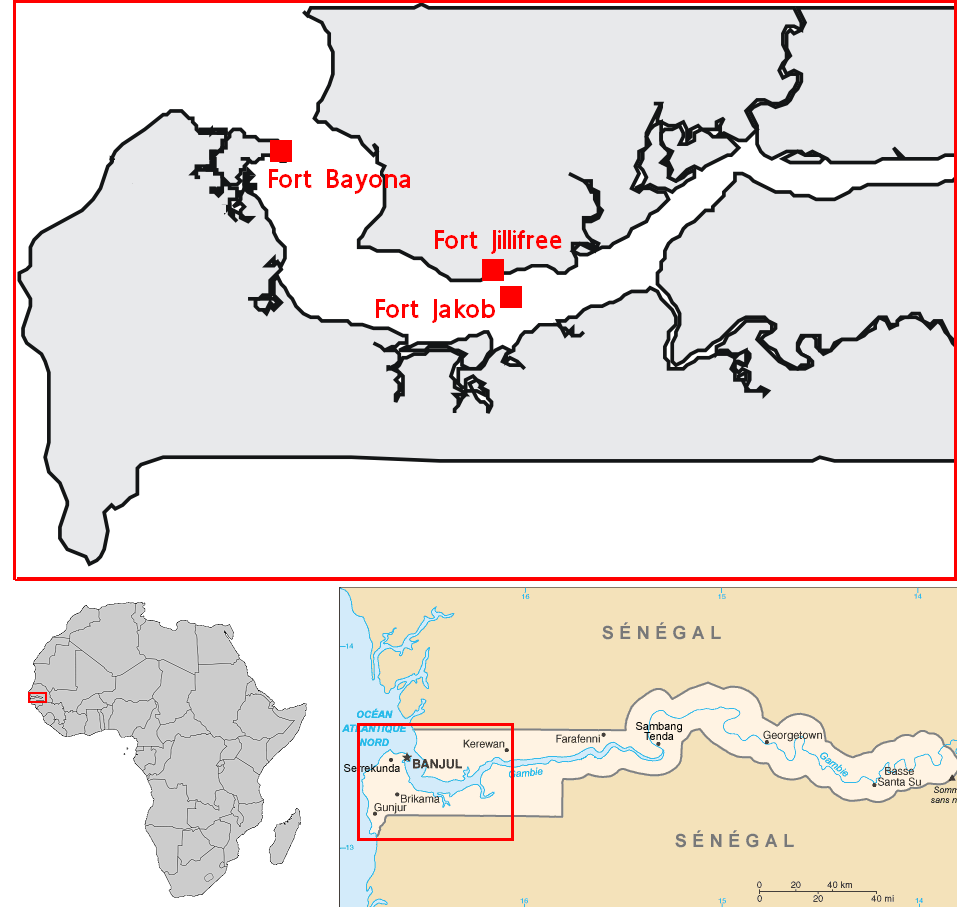
Colonización curlandesa de Gambia.

En 1651 el ducado fundó su primera colonia en África, en la isla St. Andrews del río Gambia y construyó allí el Fuerte Jacobo. Los principales productos de exportación eran marfil, oro, pieles y especias. Poco tiempo después, en 1652, los curlandeses establecieron otra colonia en Tobago, en las Indias Occidentales. Allí los principales productos de exportación incluían el azúcar, tabaco, café y las especias.
Sin embargo, durante este tiempo, el Ducado de Curlandia continuaba siendo objeto de interés tanto del Suecia como de la República de las Dos Naciones. El ejército sueco capturó al duque Jacobo en 1658, y lo mantuvo prisionero hasta 1660. Durante este periodo, los holandeses se hicieron cargo de las colonias curlandesas, y la flota mercante y sus fábricas fueron devastadas. La guerra terminó con el Tratado de Oliva de 1660. Curlandia recuperó el control de Tobago según este tratado y lo conservó hasta 1689. El duque Jacobo trató de restaurar la flota y las fábricas, pero el Ducado de Curlandia nunca más volvió a alcanzar el nivel de prosperidad anterior a la guerra.

## Siglo XVII

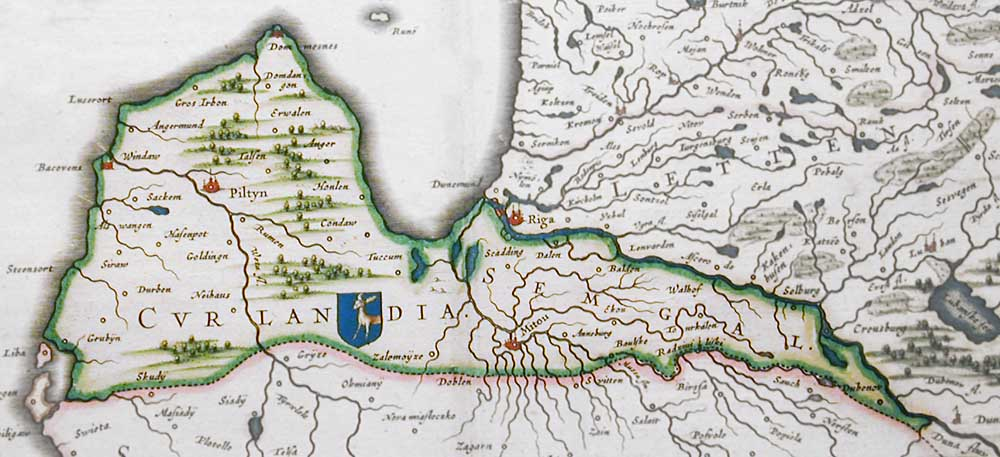
Mapa alemán del Ducado de Curlandia y Semigalia (hacia 1600).

Federico Casimiro se convirtió en duque en 1682, cuando murió Jacobo, su padre. Durante su reinado, la producción del territorio continuó decreciendo. Sin embargo, el duque estaba más interesado en las fiestas y celebraciones, y gastaba más dinero del que tenía. Esto lo llevó a tener que vender Tobago a los británicos. Murió en 1698. Durante este periodo, la República de las Dos Naciones incrementó su influencia en la vida política y económica del ducado. Además, Rusia comenzó a mostrar más interés en la región.

### Siglo XVIII
El siguiente duque, Federico Guillermo Kettler, tenía tan solo seis años cuando obtuvo el título en 1698, y estuvo sometido a la regencia de su tío Fernando, general polaco. Durante este tiempo, estalló la Gran Guerra del Norte (1700-21) entre Suecia y Rusia, en la que participaron también diversos países aliados de estas —las Dos Naciones, Sajonia y Dinamarca—. Como resultado de la guerra, Rusia se adueñó de la parte central de Letonia a partir de 1710. En Curlandia, Rusia tenía tal influencia que su embajador, Peter Bestuzhev, se convirtió en el hombre más poderoso del ducado. Federico prometió al zar de Rusia, Pedro el Grande, que se casaría con una de las hijas del hermano de este. Gracias a esta promesa, Pedro el Grande esperaba aumentar la influencia rusa en Curlandia. Así fue que, en 1710, Federico se casó con Ana Ioánnovna (más adelante emperatriz de Rusia), pero cuando volvía de San Petersburgo contrajo una grave enfermedad y falleció. Ana gobernó como duquesa de Curlandia entre 1711 y 1730.
A la muerte de Federico Guillermo, el pretendiente al título era Fernando Kettler, que moraba en Danzig. Debido a que la ley requería que el duque residiese en el ducado, la Dieta no le reconoció el título. Como Fernando era el último representante de la familia Kettler, un gran número de candidatos trataron de usurpar el cargo durante este periodo. Uno de los favoritos para ocupar su lugar era Mauricio de Sajonia, hijo natural de Federico Augusto I el Fuerte, rey de Polonia. Fue elegido duque en 1726, pero solo logró mantenerse en el poder por la fuerza hasta el año siguiente. A Rusia le disgustaba y envió un ejército al oeste de Curlandia para arrasar los territorios de Mauricio. Como resultado de esto, este tuvo que abandonar Curlandia y Rusia incrementó su influencia. Esta creció aún más cuando Federico Augusto III, elector de Sajonia, que sucedió a su padre en el trono polaco en los años 1730, acordó otorgar a Ana de Rusia la elección de quién se convertiría en el próximo duque de Curlandia a cambio de su apoyo en la Guerra de Sucesión polaca —el ducado era feudo polaco y, por la falta de herederos de Fernando Kettler, hubiese pasado a formar parte de los territorios del soberano polaco—. Ana nombró a Ernst Johann von Biron duque de Curlandia en 1737.

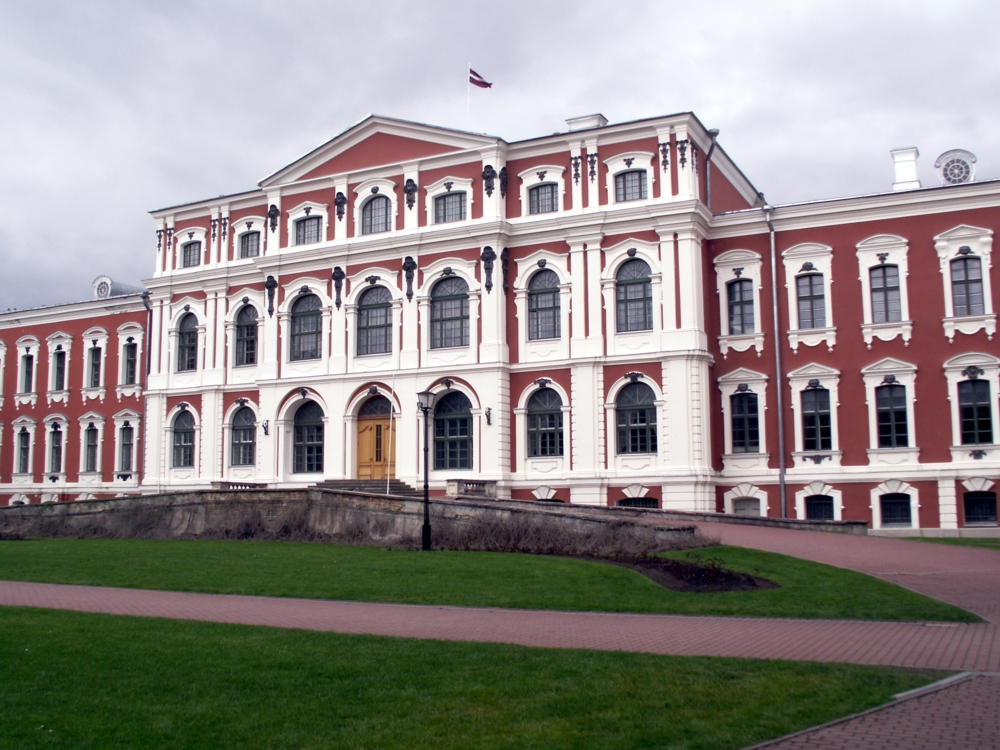
Palacio de Jelgava, la residencia principal de los duques.

Von Biron recibió un importante apoyo financiero por parte de Rusia y lo invirtió en diversas edificaciones —como la del castillo de Ruhenthal, proyectado por el ilustre arquitecto italiano Bartolomeo Rastrelli—. Ana Ioánnovna murió en 1740, y, tras su muerte, Von Biron fue desterrado a Siberia al año siguiente. Desde allí, a través del Consejo del Duque, continuó ejerciendo control sobre el ducado, con el beneplácito del rey de Polonia. Sin embargo, esto disgustó a los terratenientes de Curlandia, que incluso se rehusaron a seguir las decisiones del consejo.
Luis Ernesto de Brunswick-Lüneburg fue elegido como sucesor de Johann von Biron el 27 de junio de 1741 con el apoyo de su prima María Teresa de Austria. Sin embargo, mientras se encontraba en San Petersburgo para ratificar su elección, Isabel I de Rusia llevó a cabo un golpe de Estado el 6 de diciembre de 1741 y perdió el título.
El rey Augusto III de Polonia cedió ante los terratenientes de Curlandia y proclamó a su hijo, Carlos de Sajonia, duque. Así fue como el Ducado de Curlandia tuvo dos duques rivales a partir de ese momento. La situación se volvió extremadamente tensa: una parte de los terratenientes aceptaron como señor a Ernst Johann von Biron, mientras que otra prefirió a Carlos de Sajonia. La emperatriz Catalina II de Rusia (1762-1796) resolvió esta situación al llamar a Ernst von Biron del exilio en 1763. Al hacerlo, frustró un posible aumento de la influencia polaco-lituana en la región. No obstante, las disputas políticas internas habían agotado a Ernst Biron, que acabó por entregar el ducado a su hijo, Pedro von Biron, en 1769. Pero la conmoción política continuó en Curlandia. Algunos terratenientes apoyaban a Polonia-Lituania, mientras que otros respaldaban a Rusia. Finalmente, Rusia selló la suerte de Curlandia cuando con sus aliados llevó a cabo la tercera partición de Polonia en 1795. Como consecuencia de la «amable recomendación» rusa, el duque Pedro von Biron renunció a sus derechos y los cedió a Rusia ese mismo año. Mediante la firma del último documento el 28 de marzo de 1795, el Ducado de Curlandia pasó a formar parte del territorio ruso y el título de duque de Curlandia se añadió a la lista de los títulos de los emperadores rusos

## Organización administrativa
- Distrito de Bauska
- Distrito de Jelgava
- Distrito de Kuldīga
- Distrito de Ventspils

## Fuerzas armadas
Las fuerzas armadas del duque consistían en una guardia permanente de unos 200 hombres y el Servicio de Caballería Vassal ( Lehnsdienst ). durante las guerras polaco-sueca el duque Guillermo reunió nobles atacan a las tropas suecas en Vidzeme, pero luego explicó que sólo se perfore para poner a prueba la fiabilidad de los propietarios. El 27 de septiembre de 1605, el ejército del Gran Ducado de Lituania, junto con las tropas de caballería del Ducado de Curlandia, derrotaron a un ejército sueco mucho más grande en la Batalla de Salaspils . El 28 de noviembre de 1627, los buques de guerra del duque de Curlandia derrotaron a la flota sueca en la batalla de Oliva, cerca de Danzig , en la que lucharon del lado polaco-lituano . Durante la guerra entre Polonia y Rusia (1632-1634), las batallas cerca de Smolensk contra el zar ruso también participaron en el regimiento del duque de Curlandia dirigido por el príncipe Jacobo . [4]
Inicialmente, las fuerzas armadas permanentes del duque Jacobo consistían en 300 jinetes y 200 infantería. Los domingos, los campesinos de 16 a 60 años recibían capacitación en las iglesias después del culto. Durante el reinado del duque Jacobo, el ducado de Curlandia tenía una de las marinas más fuertes del mundo en ese momento, que constaba de 44 buques de guerra armados [5] , con un total de 1416 cañones.
Durante la Segunda Guerra del Norte, durante el verano de 1658. Estonia  y Livonia bajo el gobernador Robert Douglas preguntó el duque Jacobo dejó que las tropas suecas de Riga cruzaron Semigalia , pero a finales de septiembre los suecos capturaron Jelgava castillo de la isla y fue capturado por el Duque y su familia, que  fue encarcelado en Riga, pero en 1659 fue trasladado a la Fortaleza de Ivangorod , al oeste de Ingriya . El ejército de Douglas ocupó Semigalia y parte de Curlandia hasta finales de 1659, cuando las tropas lituanas los obligaron a retirarse junto con los guardias nacionales letones. [6] . Durante este tiempo, los Países Bajos , que habían declarado la guerra a Suecia, ocuparon Tobago , propiedad del Ducado de Curlandia. Después de regresar del cautiverio sueco, en 1665 el duque aumentó su guardia permanente a 1,000 hombres. En 1673, Federico Casimiro , el hijo mayor del duque Jacobo, ayudó a la República de los Países Bajos en una guerra contra la coalición de Francia , Suecia e Inglaterra con tres regimientos del duque de Curlandia . En 1685 se formó un nuevo regimiento Kurland regimiento bajo el liderazgo del hijo menor del duque Jacobo, Alejandro Kettler (1658-1686), quien cayó durante la Gran Guerra Turca contra el Imperio Otomano cerca de Budapest .
La Gran Guerra del Norte comenzó en 1701 . La batalla de Daugava tuvo lugar en 1644 , cuando el ejército del ducado de Curlandia y Semigalia bajo el liderazgo del hijo del medio del duque Jacobo, Fernando Kettler, luchó contra el ejército sueco . [7] Se cree que el ejército del duque en ese momento constaba de seis unidades ecuestres: el guardaespaldas del duque ( francés : Garde du Corps ), dos ornamentos de la Guardia del Dragón , dos ornamentos vasallos ( Lehnsreiter ) y un Jäger zu Pferde , así como Dos joyas de infantería.

### Naves de guerra (número de cañón)
1. Das Wapen y Bildniss der Herzogin von Curland (72);
2. Das Wapen Ihren Fürstl. durchl von Curland (42);
3. Das Wapen von Curland y Eysernen Mannes (40);
4. Das Wapen derer Herre Land-Graffen von Hessen-Homburg (36);
5. Die Prinzessin von Curland (40);
6. Derzgünst Printz von Curland (24);
7. Der Printz von Curland (54);
8. Die Sperance (28);
9. Die Invidia (32);
10. Die Patientia (28);
11. Der König David (28);
12. Die Temperantia (30);
13. Der Neptuno (30);
14. Die Fortitudo (60);
15. Jacobus Major (40);
16. Der Pax (46);
17. Die Constantina (44);
18. Der Schwan (40);
19. Die Scientia (46)
20. Der Cabeljau (36);
21. Die Iustitia (40);
22. Die Prudentia (34);
23. Die Concordia (28);
24. Der Rohte Lew (28);
25. Die Fortuna (24);
26. Johannes der Evangelist (24 años);
27. Der Blumen-Topf (32);
28. Jacobus Minor (24);
29. Der Cavalier (40);
30. Die Parsimonia (24);
31. Die Leviticus (24);
32. Die Riegel-Taube (24);
33. Die Drey Heringe (20);
34. Die Clementina (20);
35. St. John Baptista (20);
36. Der Elend (34);
37. Der Mohr (32);
38. Die Pieter (24)
39. Der Groenlandia-Fahrer (24);
40. Der Crocodilo (24);
41. Die Meve (20);
42. Der Wall-Fisch (24);
43. Die Inocencia (30);
44. Der Orfeo (32).

### Armada curlandesa
1. Príncipe Friedrich Wilhelm (buque de guerra de 41 metros de largo con 50 cañones grandes y 20 pequeños). En 1702 fue capturado por los suecos y en 1712 fue hundido.
2. St. Casimir (alrededor de 1000 toneladas de fragata pesada , construida en Liepaja en 1678)
3. Die Durchlauchte Hertzogin von Churlandt ( fragata de unos 40 m de largo, construida en Ventspils en 1694)
4. St. Sophia (fragata, construida en Liepaja en 1678)
5. Das Wappen von Tobago (buque de guerra construido en 1687, utilizado para expedición a Tobago)
6. Die Carpee (construido en Liepaja en 1680, barco convoy en 1696-1699)
7. St. Ignacio (barco convoy desde 1680)
8. Insull Tobago (buque mercante y convoy desde 1689)
9. Stadt Windau (buque mercante y convoy desde 1688)
10. Den Engel (construido en 1680, barco mercante)
11. Der Hirschbock (1691, barco mercante)
12. Camarones (barco mercante)
13. Hase (barco mercante)
14. Heringsfaenger (buque mercante)
15. Stadt von Aventure (Yate de Duke construido en 1690)

## Economía
El primer duque de Curlandia  Gothard Kettler fundaron una casa de moneda en Jelgava , donde desde 1575 se acuñaron los primeros chelines del Ducado (0,95-1,05 g) y dalder . En 1577, el rey Stephen Bathory de la Mancomunidad polaco-lituana ordenó el cese de acuñar el modelo livonio. En 1586 el Vilnius Mint comenzó a menta un centavo Kurzeme 3 ( 3 groschen ), monedas (2,10 a 2,45 g) de acuerdo con el sistema monetario de Polonia-Lituania.
En 1596 Friedrich y Wilhelm dividieron el Ducado en dos partes, pero la menta en Jelgava era común y el nombre "Ducado de Kurzeme y Zemgale" permaneció en el dinero. Durante este tiempo, se forjaron chelines (0,80-0,90 g) y monedas tríadas (2,15-2,35 g) con imágenes de ambos duques.
En 1643, el duque Jacob ordenó el inicio de la acuñación de 0.45-0.52 gramos en Jelgava, y en 1646 - 0.70-0.80 gramos de Kurlandiae solidus ( Curlandiae solidus ) de plata , que sirvió como la moneda principal del Ducado. 1643-1646. En 2007, también se forjaron pequeñas cantidades de falsificaciones (28,75 gramos de plata) y ducados (3,43 gramos de 986 de oro). Con fines de representación, en 1644 también se acuñaron 10 monedas ducat, conocidas como "portuguesas", que contenían 34,4 gramos de oro 986.

### Agricultura
2/5 de la tierra era propiedad del duque. En sus mansiones, estableció "estanques de campo": inundando los campos y luego drenando el agua, se volvieron fructíferos y produjeron ricas cosechas. Las vacas y ovejas productivas fueron importadas del extranjero. En 1683, después de la muerte de Jacob, comenzó a cultivar papas en Kurzeme como uno de los primeros lugares en Europa.

### Industria y comercio
Los beneficios agrícolas contribuyeron al desarrollo de la industria. 70 fábricas estaban en funcionamiento. Falsificaban dinero (también para las necesidades polaco-lituanas) y anclas, fundían campanas y cañones (hierro extraído de mineral de pantano local y alquilaban una mina en Noruega ), fabricaban ladrillos, tejas, polvos, barriles, cal ardiendo, derritiendo vidrio, alquitrán y resina, Las velas y los bordes de la tela, la cuerda de hilo, procesaron el ámbar. Se crearon fábricas de minería y procesamiento de hierro para eliminar la dependencia de las importaciones de hierro. Construyeron barcos en Kuldiga, Liepaja y Ventspils, vendiéndolos también a Inglaterra y Francia. El Ducado era dueño de la flota más grande del Mar Báltico: 44 buques de guerra con 2.130 cañones y 80 buques mercantes. Los acuerdos comerciales fueron con Dinamarca , Holanda ,Inglaterra , Francia , España y Portugal . Los productos del Ducado eran conocidos en toda Europa.
La fábrica comenzó a construirse bajo el duque de Guillermo . Un auge económico especial fue durante el reinado del duque Jacobo . Se siguió la política de mercantilismo entonces popular , que era producir todo en su propio país y abastecer a los mercados extranjeros con sus propios productos. Para este propósito, se estableció una gran flota mercante y se adquirieron dos colonias: la Isla de Andrew en Gambia y la Isla de Tobago en la costa de América del Sur. En 1645, el duque celebró contratos con sus agentes para el suministro de manufactura y artículos de moda para la corte. Después de que la fábrica fue construida en Baldone, el duque importó solo productos de seda de Francia.

#### Fábricas
- Hornos de alquitrán - alrededor de 100 en todo el Ducado;
- Hornos de hierro - en Baldone, Biržai , Edā, Emburga, Jelgava, Kabile Upesmuiza , Lutrini, Renda, Skrunda, pueblo de Talsi, Turlava, Uguņciems, Vecmuiža Riesi;
- Hornos de cal - alrededor de 25-30, de los cuales los más grandes se encuentran en Jelgava (600 cal al año), Biržai (600) e Iecava (480);

ladrillos - alrededor de 15-20;
- Hornos de vidrio - en Jelgava Grove, Baldone, Biržai, Renda (2), Kuldīga, Tome, Grenčos, Sloka, Skrunda, donde se producen artículos de vidrio, vidrio de cristal, vidrio coloreado, cristales de ventana, cuentas de vidrio y vidrio de espejo;
- Molino de pólvora ( polvo negro ) - en Skrunda, Kandava, Tomé, Baldone y Kuldiga;
- Tiendas de jabones en Klive, pequeñas en Mersrags Ziepsi, mansión Anna en Ziepnieki, Kuldīga, Lutriņš, Skrunda

## Duques de Curlandia

### Familia Kettler
- Gotthard Kettler, 1561-1587.
- Federico Kettler, 1587-1642.
- Guillermo I Kettler, 1587-1616.
- Jacobo Kettler, 1642-1682.
- Federico Casimiro Kettler, 1682-1698.
- Federico Guillermo Kettler, 1698-1711.
- Fernando Kettler, 1711-1737.

### Interregno
- Ana I de Rusia 1711-1730.

#### Regencia Rusa
- Mauricio de Sajonia   1726-1727
- Ernesto Juan von Biron, 1737-1740.
- Luis Ernesto de Brunswick-Lüneburg, 27 de junio -6 de diciembre de 1741.
- Consejo del Duque, 1740-1758.
- Carlos de Sajonia, 1758-1763.

#### Familia Biron
- Ernesto Juan Biron, 1763-1769.
- Pedro Biron, 1769-1795.

### Familia Holstein-Gottorp-Románov
- Catalina de Rusia, 1795-1796.
- Pablo de Rusia, 1795-1801.
- Alejandro I de Rusia, 1801-1825.
- Nicolás I de Rusia, 1825-1855.
- Alejandro II de Rusia, 1855-1881.
- Alejandro III de Rusia, 1881-1894.
- Nicolás II de Rusia, 1894-1917.
- Miguel I de Rusia, 1917-1917.
- Guillermo II de Alemania, 1918-1918 el Ducado de Curlandia y Semigalia (1918).

- El Ducado de Curlandia y Semigalia fue anexado al Ducado Unido del Báltico, temporalmente a la República Soviética Socialista de Letonia (1918-1920) y, finalmente, a la República de Letonia (1918-1940), la República Socialista Soviética de Letonia y Letonia.